# Каменоломні острова Пасхи

Мапа острова Пасхи

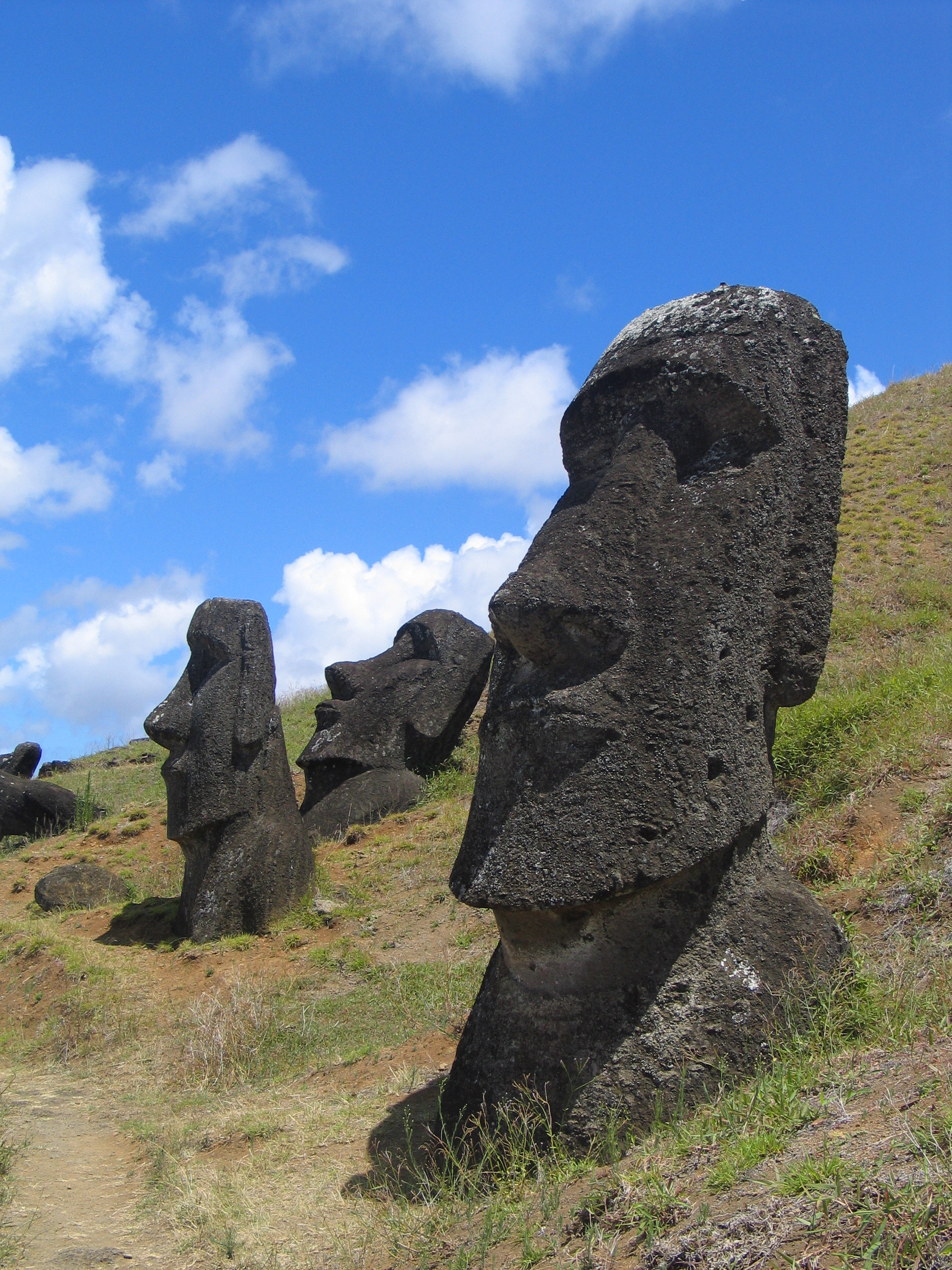
Моаї в кратері вулкана Рано-Рараку

Каменоломні острова Пасхи розташовані в глибині острова Пасхи, особливо на південних схилах вулкана Рано Рараку. У цих каменоломнях виготовлялися моаї — велетенські кам'яні статуї зі спресованого вулканічного попелу. Усі моаї цільномонолітні. Вага монументів зазвичай не перебільшує 20 т, а висота сягає 6—8 метрів. Як виняток була знайдена незакінчена скульптура розміром близько 20 м і вагою 270 т. Усього на острові Пасха збереглися 997 моаї. Майже всі вирізані зі спресованого вулканічного попелу. 
Роботи в каменоломнях біля підніжжя вулкана Рано Рараку були зненацька перервані, і там залишилося стояти 394 незакінчених моаї. Практично всі завершені монументи були переміщені з Рано Рараку на церемоніальні платформи. Поширена теорія, за якою моаї спорудили поселенці з островів Полінезії в XI столітті. Скульптури-моаї могли представляти померлих предків або надавати силу живим лідерам, а також бути символами тих чи інших кланів.

## Сучасний експеримент відтворення робіт на каменоломнях
На прохання відомого норвезького дослідника Тура Хейєрдала, група з острівних тубільців («довговухих») відтворила всі етапи виготовлення статуй у каменоломні (витесували кам'яними молотками), перемістили готову 12-тонну статую до місця установки (у положенні лежачи, волоком) і встановили на ноги за допомогою спеціального пристосування з каменів, що підкладаються під підставу й трьох колод, використовуваних як важелі. Тубільці — учасники експерименту повідомили, що вже кілька поколінь ніхто не виготовляв і не встановлював статуй, але з раннього дитинства їх учили старші і передавали у такий спосіб технологію видобування каменю і виготовлення статуй-моаї. Одним із ключових питань був інструмент. Виявилося, що під час виготовлення статуй, одночасно йде виготовлення запасу кам'яних молотків. Статуя буквально виколюється ними з породи, частими ударами, при цьому кам'яні молотки руйнуються одночасно з породою й безупинно заміняються на нові.